# Holofyletismus

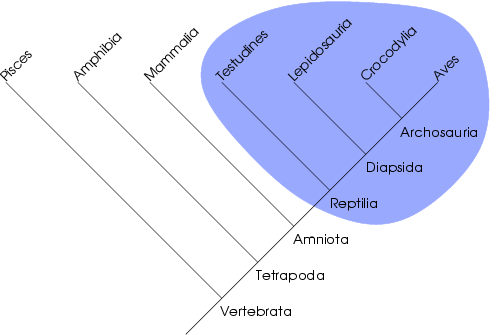
Holofyletismus

Holofyletismus je stav nějaké skupiny organismů, ve kterém se skupina nachází, pokud zahrnuje svého společného předka a všechny jeho potomky. Holofyletické skupiny jsou tak totožné s klady.
Kladisté místo výrazu holofyletismus obvykle používají výraz monofyletismus, který považují za synonymní. V pojetí evolučně systematickém má ovšem termín monofyletismus širší význam, neboť na rozdíl od holofyletismu zahrnuje i parafyletismus.